# Winnica (powiat płocki)
Winnica – wieś sołecka w Polsce położona w województwie mazowieckim, w powiecie płockim, w gminie Brudzeń Duży.
W skład sołectwa wchodzi także wieś Zdziembórz. 
Według regestru poborowego dla ziemi dobrzyńskiej z roku 1564 Winnica miała kmieci osadzonych na 3 1/2 łana i 5 zagród. W roku 1789 wieś należała do rodziny Winnickich.
W latach 1975–1998 miejscowość należała administracyjnie do województwa płockiego.
Na terenie Winnicy znajduje się zespół dworsko-parkowy Dwór Winnica z II połowy XIX w. z budynkiem dworu oraz pozostałościami parku krajobrazowego.